# Progressione del record italiano della staffetta 4×100 metri femminile
La voce seguente illustra la progressione del record italiano della staffetta 4×100 metri femminile di atletica leggera.
Il primo record italiano femminile di questa disciplina venne ratificato l'11 ottobre 1923.

## Progressione
| Tempo                      | Squadra                                      | Atlete                                                               | Luogo             | Data              | Note  |
| -------------------------- | -------------------------------------------- | -------------------------------------------------------------------- | ----------------- | ----------------- | ----- |
| 57"0                       | Società Ginnastica Pro Patria et Libertate   | Lina Banzi Maria Piantanida Sidonia Radice Giuseppina Ferrè          | Busto Arsizio     | 11 ottobre 1923   |       |
| 56"2/5                     | Società Ginnastica Milanese Forza e Coraggio | Luigia Bonfanti Alice Bigatti Rosetta Gariboldi Maria Bonfanti       | Milano            | 15 giugno 1924    |       |
| 55"4/5                     | Società Ginnastica Milanese Forza e Coraggio | Luigia Bonfanti Alice Bigatti Rosetta Gariboldi Maria Bonfanti       | Milano            | 21 settembre 1924 |       |
| 55"3/5                     | Società Ginnastica Milanese Forza e Coraggio | Luigia Bonfanti Alice Bigatti Rosetta Gariboldi Maria Bonfanti       | Milano            | 12 ottobre 1924   |       |
| 55"2/5                     | Società Ginnastica Milanese Forza e Coraggio | Luigia Bonfanti Maria Bonfanti Bruna Pizzini Bice Ceriani            | Legnano           | 1º agosto 1926    |       |
| 55"0                       | Squadra nazionale                            | Luigia Bonfanti Vittorina Vivenza Margherita Scolari Piera Borsani   | Milano            | 15 aprile 1928    |       |
| 53"3/5                     | Squadra nazionale                            | Olga Barbieri Matilde Moraschi Margherita Scolari Piera Borsani      | Milano            | 1º luglio 1928    |       |
| 53"1/5                     | Squadra nazionale                            | Luigia Bonfanti Matilde Moraschi Vittorina Vivenza Derna Polazzo     | Dalmine           | 15 luglio 1928    |       |
| 53"1/5                     | Squadra nazionale                            | Maria Bravin Ernestina Steiner Lidia Bongiovanni Derna Polazzo       | Napoli            | 19 giugno 1930    |       |
| 52"6                       | Squadra nazionale                            | Lidia Bongiovanni Giovanna Viarengo Ernestina Steiner Maria Bravin   | Praga             | 7 settembre 1930  |       |
| 51"9                       | Squadra nazionale                            | Giovanna Viarengo Ernestina Steiner Lidia Bongiovanni Maria Bravin   | Królewska Huta    | 8 agosto 1931     |       |
| 51"5                       | Squadra nazionale                            | Lidia Bongiovanni Maria Coselli Claudia Testoni Ondina Valla         | Torino            | 10 settembre 1933 |       |
| 51"0                       | Squadra nazionale                            | Fernanda Bullano Maria Coselli Claudia Testoni Ondina Valla          | Orleans           | 19 agosto 1934    |       |
| 50"8                       | Squadra nazionale                            | Fernanda Bullano Maria Coselli Claudia Testoni Ondina Valla          | Vienna            | 23 settembre 1934 |       |
| 49"6                       | Squadra nazionale                            | Fernando Bullano Ondina Valla Lidia Bongiovanni Claudia Testoni      | Firenze           | 26 aprile 1936    |       |
| 48"6                       | Squadra nazionale                            | Lidia Bongiovanni Ondina Valla Fernando Bullano Claudia Testoni      | Berlino           | 8 agosto 1936     |       |
| 48"4                       | Squadra nazionale                            | Rosetta Cattaneo Gisella Daverio Ondina Valla Claudia Testoni        | Parma             | 28 luglio 1940    |       |
| 48"2                       | Squadra nazionale                            | Vera Martelli Milena Greppi Vittoria Cesarini Liliana Tagliaferri    | Milano            | 10 maggio 1952    |       |
| 47"5                       | Squadra nazionale                            | Giuseppina Leone Milena Greppi Vittoria Cesarini Lidia Tagliaferri   | Milano            | 11 maggio 1952    |       |
| 47"0                       | Squadra nazionale                            | Giuseppina Leone Milena Greppi Vittoria Cesarini Lidia Tagliaferri   | Milano            | 22 giugno 1952    |       |
| 46"8                       | Squadra nazionale                            | Maria Musso Milena Greppi Letizia Bertoni Giuseppina Leone           | Berna             | 28 agosto 1954    |       |
| 46"6                       | Squadra nazionale                            | Maria Musso Milena Greppi Letizia Bertoni Giuseppina Leone           | Berna             | 29 agosto 1954    |       |
| 46"4                       | Squadra nazionale                            | Maria Musso Giuseppina Leone Letizia Bertoni Milena Greppi           | Milano            | 9 ottobre 1955    |       |
| 46"2                       | Squadra nazionale                            | Maria Musso Giuseppina Leone Letizia Bertoni Milena Greppi           | Milano            | 30 giugno 1956    |       |
| 46"1                       | Squadra nazionale                            | Maria Musso Giuseppina Leone Letizia Bertoni Milena Greppi           | Firenze           | 13 ottobre 1956   |       |
| 45"7                       | Squadra nazionale                            | Franca Peggion Maria Musso Milena Greppi Giuseppina Leone            | Firenze           | 14 ottobre 1956   |       |
| 45"7                       | Squadra nazionale                            | Maria Musso Letizia Bertoni Milena Greppi Giuseppina Leone           | Melbourne         | 1º dicembre 1956  |       |
| 45"6                       | Squadra nazionale                            | Letizia Bertoni Sandra Valenti Piera Tizzoni Giuseppina Leone        | Roma              | 8 settembre 1960  |       |
| 45"6                       | Squadra nazionale                            | Daniela Spampani Magalì Vettorazzo Donata Govoni Maria Vittoria Trio | Siena             | 25 luglio 1964    |       |
| 45"6                       | Squadra nazionale                            | Cecilia Molinari Laura Nappi Ileana Ongar Maddalena Grassano         | Smirne            | 15 ottobre 1971   |       |
| 45"3                       | Squadra nazionale                            | Maddalena Grassano Laura Nappi Alessandra Orselli Cecilia Molinari   | Torino            | 2 giugno 1972     |       |
| 44"9                       | Squadra nazionale                            | Maddalena Grassano Alessandra Orselli Laura Nappi Cecilia Molinari   | Avellino          | 30 luglio 1972    |       |
| 44"8                       | Squadra nazionale                            | Maddalena Grassano Alessandra Orselli Laura Nappi Cecilia Molinari   | Londra            | 5 agosto 1972     |       |
| 44"62                      | Squadra nazionale                            | Maddalena Grassano Alessandra Orselli Laura Nappi Cecilia Molinari   | Monaco di Baviera | 9 settembre 1972  |       |
| 44"56                      | Squadra nazionale                            | Maura Gnecchi Adriana Carli Laura Nappi Cecilia Molinari             | Roma              | 8 settembre 1974  |       |
| 44"5                       | Squadra nazionale                            | Maura Gnecchi Cecilia Molinari Laura Nappi Rita Bottiglieri          | Jesolo            | 17 giugno 1976    |       |
| Cronometraggio elettronico |                                              |                                                                      |                   |                   |       |
| 44"56                      | Squadra nazionale                            | Maura Gnecchi Cecilia Molinari Laura Nappi Rita Bottiglieri          | Roma              | 8 settembre 1974  |       |
| 44"37                      | Squadra nazionale                            | Paola Bolognesi Patrizia Lombardo Marisa Masullo Laura Miano         | Città del Messico | 12 settembre 1979 | a     |
| 44"32                      | Squadra nazionale                            | Paola Bolognesi Patrizia Lombardo Marisa Masullo Laura Miano         | Città del Messico | 13 settembre 1979 | a     |
| 43"99                      | Squadra nazionale                            | Daniela Ferrian Carla Mercurio Marisa Masullo Erika Rossi            | Atene             | 11 settembre 1982 |       |
| 43"95                      | Squadra nazionale                            | Anna Rita Balzani Daniela Ferrian Carla Mercurio Marisa Masullo      | Verona            | 29 giugno 1985    |       |
| 43"87                      | Squadra nazionale                            | Rita Angotzi Rossella Tarolo Daniela Ferrian Marisa Masullo          | Bolzano           | 9 giugno 1988     |       |
| 43"71                      | Squadra nazionale                            | Anna Rita Balzani Maria Ruggeri Daniela Ferrian Rossella Tarolo      | Spalato           | 1º settembre 1990 |       |
| 43"67                      | Squadra nazionale                            | Marisa Masullo Donatella Del Bianco Daniela Ferrian Rossella Tarolo  | Atene             | 11 luglio 1991    |       |
| 43"60                      | Squadra nazionale                            | Anita Pistone Daniela Graglia Manuela Grillo Manuela Levorato        | Conegliano        | 16 giugno 2000    |       |
| 43"44                      | Squadra nazionale                            | Anita Pistone Daniela Graglia Manuela Grillo Manuela Levorato        | Barletta          | 26 luglio 2000    |       |
| 43"04                      | Squadra nazionale                            | Anita Pistone Vincenza Calì Giulia Arcioni Audrey Alloh              | Annecy            | 21 giugno 2008    |       |
| 42"90                      | Squadra nazionale                            | Johanelis Herrera Abreu Gloria Hooper Anna Bongiorni Irene Siragusa  | Doha              | 4 ottobre 2019    |       |
| 42"84                      | Squadra nazionale                            | Irene Siragusa Gloria Hooper Anna Bongiorni Vittoria Fontana         | Tokyo             | 5 agosto 2021     |       |
| 42"71                      | Squadra nazionale                            | Zaynab Dosso Dalia Kaddari Anna Bongiorni Vittoria Fontana           | Eugene            | 22 luglio 2022    | [ 1 ] |
| 42"14                      | Squadra nazionale                            | Zaynab Dosso Dalia Kaddari Anna Bongiorni Alessia Pavese             | Budapest          | 25 agosto 2023    |       |